# Vilafabeiro
Vilafabeiro es una localidad del municipio español de Noya, Galicia. Está situada en la parroquia de Roo a 8.6 kilómetros de la capital del municipio.
En el año 2011 tenía 6 habitantes (3 hombres y 3 mujeres).
- Datos: Q11705093